# 奈良県道164号室生口大野停車場線
奈良県道164号室生口大野停車場線（ならけんどう164ごう むろうぐちおおのていしゃじょうせん）は、奈良県宇陀市を通る一般県道である。

## 概要
近鉄大阪線 室生口大野駅前から宇陀市室生大野に至る。

### 路線データ
- 起点：宇陀市室生大野（近鉄大阪線 室生口大野駅前）
- 終点：宇陀市室生大野（奈良県道28号吉野室生寺針線交点）

## 地理

### 通過する自治体
- 奈良県
  - 宇陀市

### 交差する道路
| 交差する道路               | 交差する場所 | 交差する場所 |
| -------------------------- | ------------ | ------------ |
| 国道165号                  | 室生大野     | [ 注釈 1 ]   |
| 奈良県道28号吉野室生寺針線 | 室生大野     | 終点         |

### 沿線
- 近鉄大阪線 室生口大野駅
- 桜井警察署 大野駐在所
- 大野簡易郵便局
- 宇陀市役所室生地域事務所
- 大野寺